# ISO 45001
ISO 45001は、国際標準化機構 (ISO) が開発した労働安全衛生マネジメントシステムに関する国際規格 (IS)。

## 概要
ISO 45001は、組織のために働くすべての人々が安全に、身体的及び精神的な健康が保護されて働けるという組織の責任を全うする労働安全衛生マネジメントシステムを構築することを支援する目的で、既存のコンソーシアム規格OHSAS 18001/18002や国際労働機関(ILO)のガイドラインなどを基に開発された国際規格である。
2013年にISOに新しいPC（プロジェクトコミッティー）としてISO/PC283（労働安全衛生マネジメントシステム－要求事項）が設置され、幹事国及び議長国を英国規格協会(BSI)が担当した。
ISO 45001の構成は、労働安全衛生マネジメントシステムを組織の全体的な事業マネジメントシステムと統合をする目的で、品質（ISO 9001）や環境（ISO 14001）のISOマネジメントシステム規格と共通の目次や共通テキスト（「ISO/IEC専門業務用指針-第1部」の附属書SL）に基づいており、その上に労働安全衛生分野固有の用語及び定義、要求事項を追加している。
ISO 45001が2018年3月12日発効した3年間までに、OHSAS 18001を代替することを目標にしている。